# Múnich (película)
Múnich es una película estadounidense de drama histórico estrenada en 2005, dirigida por Steven Spielberg y escrita por Tony Kushner y Eric Roth.

## Sinopsis
La historia transcurre en los meses posteriores a la masacre en los Juegos Olímpicos de Múnich 1972, cuando a un comando del Mossad dirigido por un joven agente secreto israelí, Avner Kaufman, le ordenan encontrar y asesinar a once palestinos, algunos de ellos miembros de la organización terrorista Septiembre Negro, responsable de la muerte de los once miembros del equipo olímpico israelí. Para ello, tendrá que abandonar a su mujer embarazada, cambiar su identidad y, junto a otros agentes, localizar, buscar y matar a las personas que, según el Mossad, son responsables de esta matanza. Sus compañeros son Steve, un judío de origen sudafricano; Carl, encargado de la limpieza posterior a cada acción; Hans, experto falsificador alemán y Robert, un fabricante belga de juguetes transformado en fabricante de explosivos.

## Reparto
- Eric Bana como Avner Kaufman (basado en Yuval Aviv)
- Daniel Craig como Steve.
- Ciarán Hinds como Carl.
- Mathieu Kassovitz como Robert.
- Hanns Zischler como Hans.
- Geoffrey Rush como Ephraim.
- Ayelet Zurer como Daphna Kaufman.
- Gila Almagor como la madre de Avner.
- Karim Saleh como Issa / Luttif Afif.
- Michael Lonsdale como Papa.
- Mathieu Amalric como Louis.
- Ziad Adwan como Kamal Adwan.
- Moritz Bleibtreu como Andreas.
- Valeria Bruni Tedeschi como Sylvie.
- Meret Becker como Yvonne.
- Jonathan Avigdori como Gad Tsabari (acreditado como Roy Avigdori).[1]
- Marie-Josée Croze como Jeanette.
- Lynn Cohen como Golda Meir.
- Omar Metwally como Ali.

## Críticas
La película de Spielberg fue muy criticada por la comunidad judía en Estados Unidos, ya que, según ellos, humanizaba demasiado a los miembros de Septiembre Negro mientras que mostraba con crudeza a los agentes del Mossad como asesinos. Spielberg se defendió: "Si fuera necesario, estaría dispuesto a morir, tanto por Estados Unidos como por Israel".

## Premios y candidaturas

### Premios Óscar
| Año  | Categoría            | Candidato                                      | Resultado  |
| ---- | -------------------- | ---------------------------------------------- | ---------- |
| 2005 | Mejor Película       | Kathleen Kennedy Steven Spielberg Barry Mendel | Candidato  |
| 2005 | Mejor Director       | Steven Spielberg                               | Candidato  |
| 2005 | Mejor Guion Adaptado | Tony Kushner Eric Roth                         | Candidatos |
| 2005 | Mejor Montaje        | Michael Kahn                                   | Candidato  |
| 2005 | Mejor Banda Sonora   | John Williams                                  | Candidato  |